# Républicains indépendants

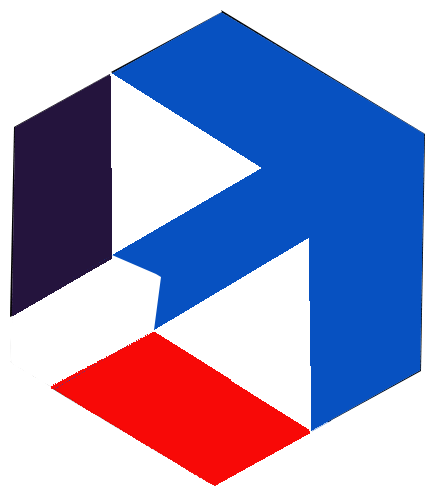
Logo der Parti républicain

Républicains indépendants (RI; „unabhängige Republikaner“) war die Kurzbezeichnung einer liberal-konservativen Partei in Frankreich, die unter verschiedenen offiziellen Namen von 1962 bis 1997 bestand. Zunächst hieß sie Comité d'études et de liaison des Républicains indépendants, 1966 nahm sie den Namen Fédération nationale des républicains et indépendants (FNRI) an, 1977 wurde daraus die Parti républicain (PR). Aus dieser ging dann 1997 die Démocratie libérale (DL) hervor. Wichtigste Führungsperson der Républicains indépendants war Valéry Giscard d’Estaing, der von 1974 bis 1981 französischer Staatspräsident war. Die Unabhängigen Republikaner setzten sich für marktwirtschaftliche Reformen, Freihandel, eine vorsichtige Liberalisierung der Gesellschaft und ein vereintes Europa ein.

## Geschichte

### Gründung
Die Républicains indépendants spalteten sich 1962 vom Centre national des indépendants et paysans (CNIP) ab. Die Mehrheit der CNIP-Abgeordneten hatte im Streit um eine Verfassungsreform die Regierung von Georges Pompidou durch ein Misstrauensvotum gestürzt. Ein Teil der CNIP-Abgeordneten – darunter Raymond Marcellin, Jean de Broglie und Valéry Giscard d’Estaing – unterstützte aber die Verfassungsreform (die u. a. eine Direktwahl des Staatspräsidenten vorsah) und sprachen der Regierung Pompidou das Vertrauen aus. Sie verließen daraufhin das CNIP und bildeten die Républicains indépendants. Diese Gruppe war ursprünglich nur als lockerer Zusammenschluss von unabhängigen Abgeordneten und nicht als Partei im eigentlichen Sinne konzipiert. Bei der Volksabstimmung im Oktober 1962 waren die Républicains indépendants die einzige nicht-gaullistische bürgerliche Gruppierung, die sich für die Direktwahl des Präsidenten aussprach.

### Koalitionspartner der Gaullisten unter de Gaulle und Pompidou
Bei der vorgezogenen Parlamentswahl im November 1962 traten die Républicains indépendants im Bündnis mit den Gaullisten (UNR-UDT) an, die in ausgewählten Wahlkreisen keinen eigenen Kandidaten aufstellten, sondern einen unabhängigen Republikaner unterstützten. Dadurch zogen die RI mit 18 Abgeordneten in die Nationalversammlung ein, obwohl sie landesweit nur 2,3 % der Stimmen bekamen. Nach der Wahl schlossen sich noch einige parteilose Abgeordnete, die unter dem Etikett Divers droite („sonstige Rechte“) angetreten waren, der RI-Fraktion an, die dadurch auf 35 Mitglieder anwuchs. In den Kabinetten Pompidou II und III (1962–67) waren die unabhängigen Republikaner mit mehreren Ministern und Staatssekretären vertreten: Giscard d’Estaing war Finanz- und Wirtschaftsminister, Raymond Marcellin erst Gesundheits-, dann Industrieminister sowie Jean de Broglie Staatssekretär für Algerien.
Die Républicains indépendants, die zunächst nur als Parlamentsfraktion existiert hatten, gründeten 1966 eine außerparlamentarische Parteiorganisation unter der Bezeichnung Fédération nationale des républicains et indépendants („Nationales Bündnis der Republikaner und Unabhängigen“). Dies war eine Reaktion auf die Entlassung Giscards als Finanzminister. Bei der Parlamentswahl im darauffolgenden Jahr traten die unabhängigen Republikaner aber wieder als Bestandteil des Mitte-rechts-Bündnisses Union des républicains de progrès an, das von der gaullistischen UDR dominiert wurde und die Präsidentschaft von Charles de Gaulle unterstützte. Zugleich äußerte die FNRI zunehmend Kritik und grenzte sich vorsichtig von der gaullistischen Regierungsmehrheit ab, was als Strategie des « oui, mais… » („Ja, aber…“) zusammengefasst werden kann.
Sie konnten ihren Stimmanteil auf 5,5 %, ihre Sitzzahl auf 42 ausbauen (wiederum dank Absprachen mit den Gaullisten). Im Kabinett Pompidou IV waren sie aber nur noch mit einem Minister (Jean Chamant für Verkehr) und einem Staatssekretär (Marcellin) vertreten. Von den vorgezogenen Neuwahlen infolge der Studentenunruhen im Mai 1968 konnten die unabhängigen Republikaner – so wie das konservative Präsidentenlager insgesamt – deutlich profitieren. Ihre Fraktion wuchs auf 61 Abgeordnete an und war damit die zweitgrößte in der Nationalversammlung, noch vor den Sozialisten. In der Regierung Couve de Murville konnten sie wieder mehrere wichtige Ministerien besetzen: Raymond Marcellin als Innen-, André Bettencourt als Industrie- und Jean Chamant als Verkehrsminister. Beim Referendum über eine Reform des Senats (im Wesentlichen sollten die Rechte der zweiten Kammer beschnitten werden), gab die FNRI an ihre Anhänger keine Wahlempfehlung ab, was wiederum als vorsichtige Distanzierung von den Gaullisten gewertet werden kann.
Nach dem Rücktritt de Gaulles unterstützten die Républicains indépendants bei der Präsidentschaftswahl 1969 den gaullistischen Kandidaten Georges Pompidou. Hierüber gab es jedoch längere innerparteiliche Diskussionen. Zeitweilig wurde erwogen, Giscard als eigenen Kandidaten aufzustellen. Diesem erschien der Zeitpunkt jedoch zu früh und er befürchtete, durch eine Niederlage seiner politischen Karriere und den Chancen der Partei nachhaltig zu schaden. Während der Präsidentschaft Pompidous setzte sich die Regierungsbeteiligung der unabhängigen Republikaner in den Kabinetten Chaban-Delmas und Messmer fort: Marcellin blieb bis 1974 Innenminister, Raymond Mondon wurde Verkehrsminister und Valéry Giscard d’Estaing „Superminister“ für Finanzen und Wirtschaft (das war gewissermaßen der Preis für die Unterstützung der Républicains indépendants für Pompidou). Bei der Parlamentswahl 1973 verlor die FNRI sechs Sitze (obwohl sich ihr Stimmenanteil vergrößerte), da das Mitte-rechts-Regierungslager insgesamt nicht mehr so stark war wie 1968.

### Präsidentschaft Giscard d’Estaing

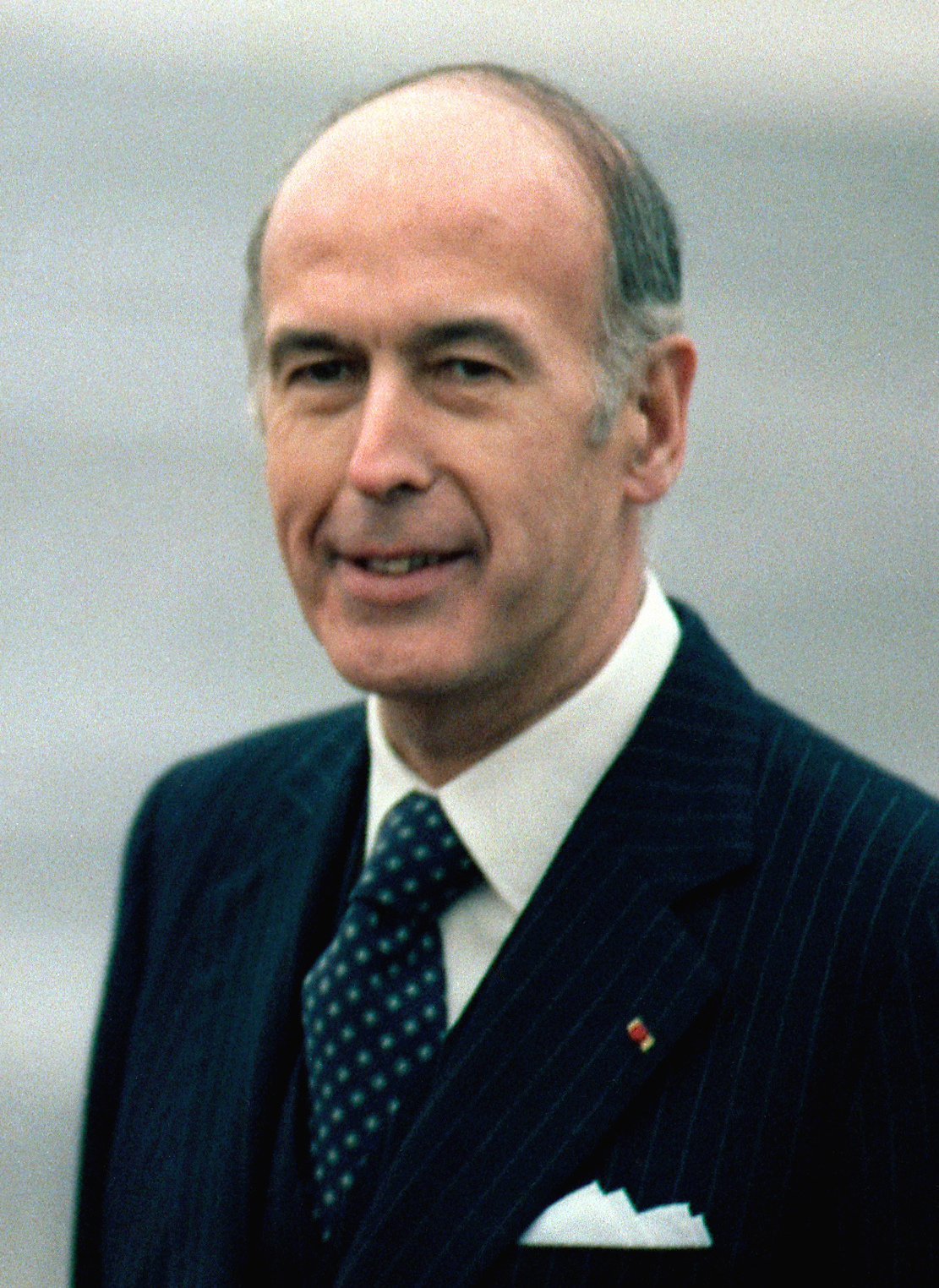
Valéry Giscard d’Estaing (1978)

Als der Tod Pompidous 1974 eine vorzeitige Präsidentschaftswahl erforderlich machte, stellten die unabhängigen Republikaner mit Giscard d’Estaing einen eigenen Kandidaten auf. Giscard wollte aber bewusst nicht als Parteikandidat der FNRI, sondern als überparteilicher Kandidat der bürgerlichen Mitte wahrgenommen werden. Er wurde von mehreren kleineren Parteien des bürgerlichen Spektrums unterstützt (Centre démocrate, Centre républicain, CNIP, Parti radical), aber auch von einem Teil der gaullistischen UDR (allen voran Jacques Chirac), der sich mit dem Kandidaten der eigenen Partei, Jacques Chaban-Delmas, überworfen hatte. So zog Giscard als stärkster bürgerlicher Kandidat in die Stichwahl ein und gewann im zweiten Wahlgang gegen François Mitterrand von den Sozialisten.
Obwohl die FNRI immer noch eine eher kleine Partei war, konnte sie – gestärkt durch das Präsidentenamt – überproportional viele wichtige Ministerien besetzen. Unter anderem war Michel Poniatowski (ein enger Vertrauter Giscards) Innenminister, Michel d’Ornano Industrieminister und Jean-Pierre Fourcade Minister für Finanzen und Wirtschaft. Giscard d’Estaing ernannte jedoch – als Zugeständnis gegenüber den Koalitionspartnern – nie einen Premierminister aus der eigenen Partei, sondern überließ dieses Amt zunächst Jacques Chirac von der UDR und dann dem parteilosen Raymond Barre.
Um zu unterstreichen, dass es sich bei den unabhängigen Republikanern nicht mehr nur um einen lockeren Zusammenschluss von Abgeordneten, sondern um eine wirkliche Partei mit Massenbasis handelt, wandelte sich die FNRI auf ihrem Parteitag am 20. Mai 1977 in die Parti républicain et républicain indépendant (Republikanische und unabhängig-republikanische Partei) um, was aber in aller Regel zum griffigeren Parti républicain (PR) abgekürzt wurde.
Um das Lager der Unterstützer der Präsidentschaft Giscards bei der anstehenden Parlamentswahl zu einen, gründete die PR 1978 mit mehreren kleineren bürgerlichen, aber nicht-gaullistischen Parteien das Bündnis Union pour la démocratie française (UDF). Der Name nahm Bezug auf das 1976 von Giscard d’Estaing veröffentlichte Büchlein Démocratie Française. An der UDF beteiligten sich außer der PR das christdemokratische CDS, die sozialliberale Parti radical, das sozialdemokratische MDSF (eine antikommunistische Abspaltung von der Parti socialiste) sowie die Clubs perspectives et réalités, Zirkel von Unternehmern und Freiberuflern, die Giscard d’Estaing unterstützten ohne formell Parteimitglieder zu sein.
Bei der Parlamentswahl im März 1978 kam die UDF mit 21,4 % der Stimmen und 123 Sitzen annähernd gleichauf mit den Gaullisten, deren Partei sich inzwischen in RPR umbenannt hatte. In vielen Wahlkreisen gab es wieder Absprachen zwischen UDF und Gaullisten unter dem Schlagwort Majorité présidentielle („Mehrheit für den Präsidenten“). Auf die PR entfielen 71 Sitze, der größte Erfolg bei einer Parlamentswahl in der Geschichte der unabhängigen Republikaner.
Bei der ersten Direktwahl zum Europäischen Parlament 1979 kam die Liste der UDF auf 27,6 % und 25 der 81 französischen Sitze. Im Europaparlament schlossen sich die gewählten PR-Mitglieder der Fraktion der Liberalen und Demokraten (LD) an.

### Bedeutungsverlust nach der Ära Giscard
Gegen Ende seiner siebenjährigen Amtszeit nahm die Popularität Giscard d’Estaings ab. Bei der Präsidentschaftswahl 1981 schaffte er es zwar wieder in den zweiten Wahlgang, unterlag dann aber dem Sozialisten François Mitterrand. Dieser löste sogleich das Parlament auf, um in einer Neuwahl eine Mehrheit für seine Regierung zu bekommen, was ihm auch gelang. Die UDF fiel auf 62 Sitze zurück. Die unabhängigen Republikaner mussten zum ersten Mal seit ihrem Bestehen in die Opposition gehen.

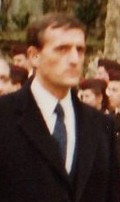
François Léotard (1988)

Anschließend kam es zu einem Generationswechsel, jüngere Funktionäre rückten an die Parteispitze auf. Das Amt des Generalsekretärs (entspricht einem Parteivorsitzenden) übernahm 1982 François Léotard. Unter seiner Führung brach die PR mit der moderaten Linie Giscards und entwickelte sich in Richtung eines wirtschaftsliberalen Konservatismus im Stile der Politik von Margaret Thatcher in Großbritannien und Ronald Reagan in den USA. Zu Léotards « bande à Léo » gehörten auch Gérard Longuet und Alain Madelin, die in ihrer Jugend in rechtsextremen Organisationen aktiv gewesen waren.
Von 1986 bis 1988 herrschte in Frankreich eine Cohabitation: Der Sozialist Mitterrand war weiterhin Staatspräsident, aber das Mitte-rechts-Lager hatte eine Mehrheit im Parlament, sodass er Jacques Chirac von der RPR zum Premierminister ernennen musste. In dieser Zeit war die UDF, und damit auch die PR, wieder als Juniorpartner an der Regierung beteiligt. François Léotard wurde Kulturminister, Alain Madelin Industrie- und André Giraud Verteidigungsminister. Zur Präsidentschaftswahl 1988 nominierte die UDF Raymond Barre, die Parti républicain trug diese Kandidatur aber nur sehr halbherzig mit. Barre schied schon im ersten Wahlgang aus. Mitterrand wurde wiedergewählt und konnte nach vorgezogenen Parlamentswahlen wieder eine linke Regierung bilden.
Der europaskeptische PR-Abgeordnete Philippe de Villiers, der bereits beim Referendum über den Maastricht-Vertrag 1992 für ein Nein-Votum geworben hatte, trat zur Europawahl 1994 mit einer eigenen Liste an. Diese erhielt aus dem Stand 12,3 % und 13 Sitze. Aus dieser ging das EU-skeptische, nationalkonservative und katholisch-traditionalistische Mouvement pour la France (MPF) hervor, das paradoxerweise nur bei EU-Wahlen Erfolg hatte, auf nationaler Ebene hingegen bedeutungslos blieb.

### Auflösung
Die Präsidentschaftswahl 1995 stellte die Parti républicain vor eine Zerreißprobe: Die UDF unterstützte offiziell Édouard Balladur, der eigentlich der RPR angehörte, aber von seiner eigenen Partei nicht aufgestellt worden war. François Léotard trug die Kandidatur Balladurs mit; Alain Madelin wie auch Giscard d’Estaing sprachen sich hingegen für den RPR-Kandidaten Chirac aus, der die Wahl letztendlich auch gewann. Nach seiner Wiederwahl als Parteivorsitzender verdrängte Léotard die letzten verbliebenen Unterstützer Giscards von der Parteispitze. Die Giscard nahestehenden Clubs Perspectives et Réalités brachen daraufhin mit der PR und formierten sich als eigenständige Partei, Parti populaire pour la démocratie française (PPDF), im Rahmen der UDF. Die „Giscard-Getreuen“ wie Jean-Pierre Fourcade, Hervé de Charette, Jean-Pierre Raffarin und Dominique Bussereau verließen die PR und schlossen sich der PPDF an, de Charette wurde Vorsitzender der neuen Partei. Auch Giscard d’Estaing selbst trat aus der Parti républicain aus, aber nicht um der PPDF beizutreten, sondern um unmittelbares Mitglied (adhérent direct) der UDF zu werden; so verfuhren auch Charles Millon und eine kleine Gruppe weiterer Abgeordneter. In der PR verblieben vorwiegend die ausgesprochen wirtschaftsliberalen Kräfte.
Angesichts der Parlamentswahl 1997, die einen Sieg der linken Parteien, ein Anwachsen der rechtsextremen Front National und eine massive Niederlage der Mitte-rechts-Parteien (RPR wie UDF) brachte, übernahm Alain Madelin die Parteiführung und organisierte ihre Transformation in die Démocratie libérale (DL). Damit sollte die Partei wieder breiter aufgestellt werden. Tatsächlich kehrten einige Mitglieder, die 1995 aus der PR ausgetreten waren, nun zur DL zurück (u. a. Raffarin und Bussereau). Die DL verließ die UDF 1998 nach einem Streit um die Frage, ob sich UDF-Kandidaten auch mit Stimmen des Front National zu Regionalpräsidenten wählen lassen dürften. Die DL befürwortete dies, die Führung der UDF um den Christdemokraten François Bayrou lehnte es ab. Die in der UDF verbliebenen, stärker an der Mitte orientierten Parteien, verschmolzen 1998 zu einer einzigen Partei, der Nouvelle UDF.

## Programmatik
Zur Zeit der Präsidentschaft Giscard d’Estaings sprachen sich die unabhängigen Republikaner für einen „Wohlfahrtsliberalismus“ aus, was mit dem deutschen Konzept der sozialen Marktwirtschaft vergleichbar ist. Die späte Parti républicain, in den 1990er-Jahren, stand hingegen für einen kompromisslosen Neoliberalismus, der auf ein „Minimum an Staat“ abzielte. Dementsprechend forderte die PR eine Stärkung von Privatinitiative, Reprivatisierung verstaatlichter Unternehmen, Reduzierung der Zahl von Staatsbediensteten.
Giscard d’Estaing präsentierte sich in den 1970er-Jahren als Vertreter einer „fortgeschrittenen liberalen Gesellschaft“. Demnach wurde in seiner Amtszeit das Alter der Volljährigkeit von 21 auf 18 Jahre abgesenkt, eine Fristenregelung zum legalen Schwangerschaftsabbruch eingeführt, das staatliche Rundfunkmonopol aufgelöst, Filmzensur und Telekommunikationsüberwachung eingeschränkt, sowie die Verfassungsbeschwerde zum Conseil constitutionnel erleichtert. Die spätere PR positionierte sich hingegen gesellschaftspolitisch konservativ, verlangte eine Aufwertung der Familie, weiterreichende Rechte der Sicherheitsorgane zur Stärkung der inneren Sicherheit und einen strikten Kampf gegen illegale Einwanderung.
Eine Kontinuität in der Programmatik der RI bzw. PR war die positive Haltung zu Europa. Die Republikaner befürworteten vermehrte gemeinsame politische Strukturen, allerdings traten sie für ein „sehr dezentralisiertes und demokratisches Europa“ ein. Die PR sprach sich für eine integrierte europäische Armee aus, befürwortete aber zugleich die militärische Präsenz der USA in Europa. Sowohl in der ausgesprochen pro-europäischen als auch in der pro-atlantischen Haltung lag ein wesentlicher Unterschied zwischen unabhängigen Republikanern und Gaullisten.
Die Europaparlamentarier der Parti républicain saßen bis 1994 in der Liberalen und Demokratische Fraktion, anschließend in der Fraktion der Europäischen Volkspartei (Christdemokraten).

## Jugendorganisation
Die unabhängigen Republikaner hatten ab 1966 eine parteinahe Jugendorganisation. Diese nannte sich zunächst schlicht Jeunes républicains indépendants (Junge unabhängige Republikaner), 1974 benannte sie sich Génération sociale et libérale um, 1977 in Autrement (Anders) und 1979 in Mouvement des jeunes giscardiens (Bewegung der jungen Giscard-Unterstützer). Einige bedeutende Persönlichkeiten haben ihre politische Karriere in dieser Organisation begonnen, z. B. Patrick Poivre d’Arvor (1987–2008 Moderator der 20-Uhr-Nachrichten auf TF1), Jean-Pierre Raffarin (2002–05 Premierminister) und Dominique Bussereau (2004–07 Landwirtschaftsminister). Sie löste sich 1994 auf, als Giscard d’Estaing ausschloss, noch einmal als Präsidentschaftskandidat anzutreten.